# U-704
| U-704 | U-704 | U-704 |
| --- | --- | --- |
| U 704 | | |
| | | |
| Зображення підводного човна підтипу VIIC                                                                     | | |
| Верф | H. C. Stülcken Sohn, Гамбург                                                                                       | H. C. Stülcken Sohn, Гамбург                                                                                       |
| Під прапором                                                                                                 | Третій Рейх | Третій Рейх |
| Належність                                                                                                   | Крігсмаріне | Крігсмаріне |
| Порт приписки                                                                                                | Данциг, Кіль, Сен-Назер, Піллау                                                                                    | Данциг, Кіль, Сен-Назер, Піллау                                                                                    |
| Замовлення                                                                                                   | 9 жовтня 1939 | 9 жовтня 1939 |
| Закладений                                                                                                   | 26 серпня 1940 | 26 серпня 1940 |
| Спуск на воду                                                                                                | 28 серпня 1941 | 28 серпня 1941 |
| Введений до складу флоту                                                                                     | 18 листопада 1941                                                                                                  | 18 листопада 1941                                                                                                  |
| На службі | 1941—1945 | 1941—1945 |
| Сучасний статус                                                                                              | 30 квітня 1945 року затоплений у Бремен-Вегесак. 4 квітня 1946 року піднятий та у 1947 році розібраний на брухт    | 30 квітня 1945 року затоплений у Бремен-Вегесак. 4 квітня 1946 року піднятий та у 1947 році розібраний на брухт    |
| Бойовий досвід                                                                                               | Друга світова війна Битва за Атлантику                                                                             | Друга світова війна Битва за Атлантику                                                                             |
| Проєкт | | |
| Тип ПЧ | середній торпедний ДПЧ                                                                                             | середній торпедний ДПЧ                                                                                             |
| Вартість | 4 714 000 ℛℳ | 4 714 000 ℛℳ |
| Основні характеристики                                                                                       | | |
| Швидкість (надводна)                                                                                         | 17,9 вузла | 17,9 вузла |
| Швидкість (підводна)                                                                                         | 8 вузлів | 8 вузлів |
| Робоча глибина занурення                                                                                     | 100 м | 100 м |
| Гранична глибина занурення                                                                                   | 220 м | 220 м |
| Автономність плавання                                                                                        | 135—174 км на швидкості 4 вузли (в підводному положенні) 11 470 км на швидкості 10 вузлів (у надводному положенні) | 135—174 км на швидкості 4 вузли (в підводному положенні) 11 470 км на швидкості 10 вузлів (у надводному положенні) |
| Екіпаж | 44—60 осіб | 44—60 осіб |
| Розміри | | |
| Довжина найбільша (по КВЛ)                                                                                   | 67,1 м | 67,1 м |
| Ширина корпусу найб.                                                                                         | 6,2 м | 6,2 м |
| Висота | 9,6 м | 9,6 м |
| Середня осадка (по КВЛ)                                                                                      | 4,74 м | 4,74 м |
| Водотоннажність надводна                                                                                     | 769 т | 769 т |
| Силова установка                                                                                             | | |
| дизель-електрична; 2 дизельних двигуни MAN M 6 V 40/46, 2 електродвигуни Siemens-Schuckert-Werke GU 343/38-8 | | |
| Гвинти | 2 | 2 |
| Потужність                                                                                                   | 2800—3200 к.с. (дизелі) 750 к.с. (електродвигуни)                                                                  | 2800—3200 к.с. (дизелі) 750 к.с. (електродвигуни)                                                                  |
| Озброєння | | |
| Артилерія | 1 × 88-мм палубна гармата SK C/35                                                                                  | 1 × 88-мм палубна гармата SK C/35                                                                                  |
| Торпедно- мінне озброєння                                                                                    | 4 носових і один кормовий ТА 14 торпед або 26 мін TMA                                                              | 4 носових і один кормовий ТА 14 торпед або 26 мін TMA                                                              |
| ППО | 1 × 37-мм зенітна гармата Flak M42 2 × 20-мм зенітні гармати FlaK 30                                               | 1 × 37-мм зенітна гармата Flak M42 2 × 20-мм зенітні гармати FlaK 30                                               |

U-704 — німецький середній підводний човен типу VIIC, що входив до складу Військово-морських сил Третього Рейху за часів Другої світової війни. Закладений 26 серпня 1940 року на верфі № 763 компанії H. C. Stülcken Sohn у Гамбурзі, спущений на воду 28 серпня 1941 року. 18 листопада 1941 року корабель увійшов до складу 8-ї навчальної флотилії ПЧ ВМС нацистської Німеччини.

## Історія
U-704 належав до німецьких підводних човнів типу VIIC, найчисельнішого типу субмарин Третього Рейху, яких випущено 703 одиниці. Службу розпочав у складі 8-ї навчальної флотилії ПЧ, з 1 липня 1942 року переведений до 7-ї бойової флотилії субмарин. 1 квітня 1943 року продовжив службу у складі 21-ї флотилії підводних човнів (школа екіпажів ПЧ Крігсмаріне), але вже 1 червня переведений до 24-ї флотилії, а 1 вересня 1943 року — до 23-ї флотилії. 1 серпня 1944 року повернутий до 21-ї флотилії ПЧ, де служив до кінця війни. З 30 червня 1942 до 5 квітня 1943 року U-704 здійснив 5 бойових походів в Атлантичний океан, в яких сумарно провів 167 діб, і діючи у складі семи «вовчих зграй», потопив 1 судно загальною водотоннажністю 6942 брутто-реєстрових тонни.

## Командири
- капітан-лейтенант Горст Вільгельм Кесслер (нім. Horst Wilhelm Kessler) (18 листопада 1941 — квітень 1943);
- оберлейтенант-цур-зее Карл-Гайнц Гагенау (12 червня 1943 — квітень 1944);
- лейтенант-цур-зее Гергард Аді (нім. Gerhard Ady) (квітень — липень 1944);
- оберлейтенант-цур-зее Вольфганг Шварцкопф (нім. Wolfgang Schwarzkopf) (6 серпня — 18 грудня 1944);
- оберлейтенант-цур-зее Гергард Нольте (нім. Gerhard Nolte) (19 грудня 1944 — 24 березня 1945).

## Перелік уражених U-704 суден у бойових походах
| №                                                       | Дата          | Командир ПЧ                    | Назва          | Тип                | Належність      | Водотоннажність (брт) | Вантаж | Конвой        | Результат та координати                                               | Наслідки атаки для екіпажу | Прим. |
| ------------------------------------------------------- | ------------- | ------------------------------ | -------------- | ------------------ | --------------- | --------------------- | ------ | ------------- | --------------------------------------------------------------------- | -------------------------- | ----- |
| Перший похід (30.06—16.08.1942, 48 діб; Кіль—Сен-Назер) |               |                                |                |                    |                 |                       |        |               |                                                                       |                            |       |
| 1                                                       | 26 липня 1942 | Kptlt. Горст Вільгельм Кесслер | Empire Rainbow | суховантажне судно | Велика Британія | 6 942                 | баласт | Конвой ON 113 | потоплено 47°08′ пн. ш. 42°57′ зх. д. / 47.133° пн. ш. 42.950° зх. д. | 47 (усі вижили)            |       |